# Jürgen Ulrich

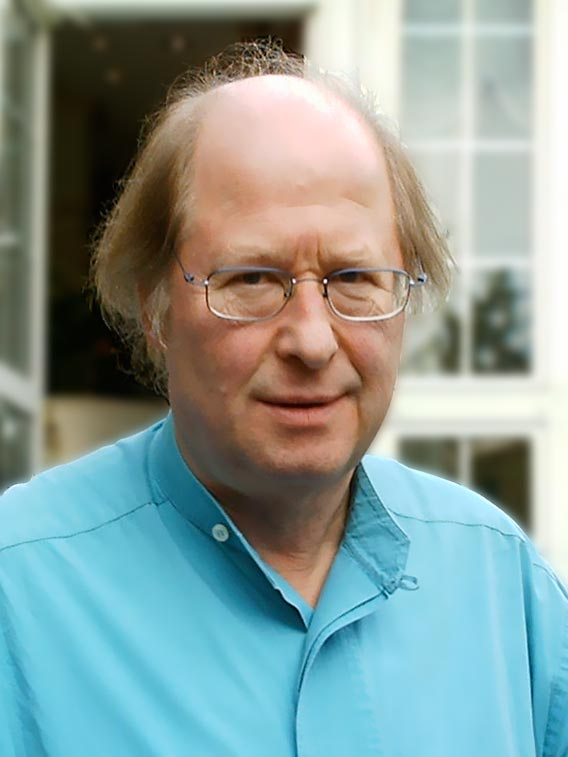
Jürgen Ulrich, 2005

Jürgen Ulrich (* 21. November 1939 in Berlin; † 8. Juni 2007 in Bielefeld) war ein deutscher Komponist und Hochschullehrer.

## Leben
Jürgen Ulrichs erste kompositorische Versuche begannen im Alter von 10 Jahren. Bereits mit 15 Jahren schrieb er seine erste Schuloper. Mit 17 folgte die erste Rundfunkübertragung und zum Abitur wurde seine Schüler-Sinfonie aufgeführt.
Von 1953 bis 1963 studierte er an der Hochschule für Musik Detmold Komposition, Musiktheorie, Gehörbildung und Klavier, u. a. bei Johannes Driessler und Giselher Klebe.
Seine berufliche Laufbahn führte ihn als Klavierlehrer an die Jugendmusikschule Frankfurt sowie als Tonsatz- und Klavierlehrer an das Pädagogische Fachinstitut Jugenheim (Bergstraße). Von 1967 bis 1968 war er Dozent für Tonsatz und Gehörbildung am Bergischen Konservatorium Wuppertal; danach wurde er an die Hochschule für Musik Detmold berufen, wo er seit 1974 als Professor für Komposition und Musiktheorie wirkte. Seit 1978 war er Leiter des Seminars für Musikschullehrer und selbständige Musiklehrer, von 1989 bis 2005 Prorektor der Hochschule. Im September 2005 trat er in den Ruhestand.
In den Jahren 1982 bis 1991 organisierte er mehrere Gesprächskonzert-Serien Neue Musik zum Einsteigen für Schüler, Eltern und Lehrer, größtenteils an Musikschulen und anderen Institutionen in Nordrhein-Westfalen. Er war Mitglied im Deutschen Komponistenverband (DKV); seit 1978 Mitglied im Deutschen Tonkünstlerverband (DTKV). Hier fungierte er als Landesvorsitzender in Nordrhein-Westfalen seit 1993 und seit 1999 als Vizepräsident in dessen Bundespräsidium. Darüber hinaus war er Mitglied des Hauptausschusses „Jugend musiziert“.
Seit 1984 war Ulrich auch in Fortbildungskursen der außerschulischen Jugendbildung tätig: an verschiedenen Musikschulen, dem Jugendhof Vlotho, beim Lippischen Sängerbund und der Landesmusikakademie NRW e.V. Heek-Nienborg.
Jürgen Ulrich gewann als Komponist zahlreiche Preise bei Musikwettbewerben: 1964 und 1967 in Stuttgart, 1990 in Uelzen, 1977 in Braunschweig und Hamm sowie 1980 in Aachen.
Jürgen Ulrich war verheiratet und hatte drei Kinder.

## Kompositionen
Jürgen Ulrich komponierte vornehmlich Solo-Konzerte, Orchesterwerke, Kammermusik, Musik für Gitarre und Schlaginstrumente, darunter auch Musik für Jugendliche und Laien:
Auswahl der wichtigsten Werke
- ABAC-US für Schlagzeugquartett
- Black & White für Klavier
- Gran duo C. für Viola und Klavier
- Im kuehlen August für Flöte, Klavier und Streichtrio
- Klingen – sonar... für Orchester und Instrumentalgruppen
- Nächtliche Fanfare für Trompete und Klavier
- Ostinati
- Preludio misterioso für Schlagzeug solo und Akkordeonorchester
- Raum-Musik für 3 Trompeten und 3 Posaunen (1977 komponiert)
- Rondo totale für eine oder mehrere Musikschulen
- Scenarotta für Zupforchester
- Sonata serena für Fagott und Orchester
- Suite ancienne für Flöte, Cembalo und Streichorchester
- Suite populaire für Blasorchester
- crescendo für 3 Trompeten, 3 Posaunen und 3 Schlagzeuger

Jürgen Ulrichs Werke erschienen überwiegend bei dem einstigen Verlag Wilhelm Hansen, dessen Verwertungsrechte zum Teil bei Sikorski bzw. bei Chester Music in London/New York liegen, beim Möseler Verlag, bei Schott Music, bei Moeck Musikinstrumente + Verlag, beim Zimmermann Musikverlag, beim Grenzland-Verlag Th. Hüsgen, beim Charles Verlag sowie den Verlagen Trekel und Waldkauz. Auch die AG Musik in Ostwestfalen-Lippe brachte im Rahmen ihrer Praxisbeiträge verschiedene Kompositionen von Jürgen Ulrich heraus.

## Lehrwerke
- Harmonielehre für die Praxis, hrsg. von Dorothea Ohly und Joachim Thalmann, Schott Music 2008; ISBN 978-3-7957-8738-7.